# 第70回英国アカデミー賞
第70回英国アカデミー賞（だい70かいえいこくアカデミーしょう）は、2016年の映画を対象としており、2017年2月12日にロンドンのロイヤル・アルバート・ホールで授賞式が行われた。

## ノミネート一覧
ノミネートは2017年1月10日に発表された。太字が受賞。
| 作品賞 | 監督賞 |
| --- | --- |
| - 『ラ・ラ・ランド』 - 『メッセージ』 - 『わたしは、ダニエル・ブレイク』 - 『マンチェスター・バイ・ザ・シー』 - 『ムーンライト』 | - デイミアン・チャゼル - 『ラ・ラ・ランド』 - トム・フォード - 『ノクターナル・アニマルズ』 - ケン・ローチ - 『わたしは、ダニエル・ブレイク』 - ケネス・ロナーガン - 『マンチェスター・バイ・ザ・シー』 - ドゥニ・ヴィルヌーヴ - 『メッセージ』                                                                                     |
| 主演男優賞 | 主演女優賞 |
| - ケイシー・アフレック - 『マンチェスター・バイ・ザ・シー』 - アンドリュー・ガーフィールド - 『ハクソー・リッジ』 - ライアン・ゴズリング - 『ラ・ラ・ランド』 - ジェイク・ジレンホール - 『ノクターナル・アニマルズ』 - ヴィゴ・モーテンセン - 『はじまりへの旅』                                                                         | - エマ・ストーン - 『ラ・ラ・ランド』 - エイミー・アダムス - 『メッセージ』 - エミリー・ブラント - 『ガール・オン・ザ・トレイン』 - ナタリー・ポートマン - 『ジャッキー/ファーストレディ 最後の使命』 - メリル・ストリープ - 『マダム・フローレンス! 夢見るふたり』                                                                 |
| 助演男優賞 | 助演女優賞 |
| - デーヴ・パテール - 『LION/ライオン 〜25年目のただいま〜』 - マハーシャラ・アリ - 『ムーンライト』 - ジェフ・ブリッジス - 『最後の追跡』 - ヒュー・グラント - 『マダム・フローレンス! 夢見るふたり』 - アーロン・テイラー＝ジョンソン - 『ノクターナル・アニマルズ』                                                                     | - ヴィオラ・デイヴィス - 『フェンス』 - ナオミ・ハリス - 『ムーンライト』 - ニコール・キッドマン - 『LION/ライオン 〜25年目のただいま〜』 - ヘイリー・スクワイアーズ - 『わたしは、ダニエル・ブレイク』 - ミシェル・ウィリアムズ - 『マンチェスター・バイ・ザ・シー』                                                               |
| オリジナル脚本賞 | 脚色賞 |
| - ケネス・ロナーガン - 『マンチェスター・バイ・ザ・シー』 - デイミアン・チャゼル - 『ラ・ラ・ランド』 - バリー・ジェンキンス - 『ムーンライト』 - ポール・ラヴァティ - 『わたしは、ダニエル・ブレイク』 - テイラー・シェリダン - 『最後の追跡』                                                                                           | - ルーク・デイヴィーズ - 『LION/ライオン 〜25年目のただいま〜』 - トム・フォード - 『ノクターナル・アニマルズ』 - エリック・ハイセラー - 『メッセージ』 - セオドア・メルフィ、アリソン・シュローダー - 『ドリーム』 - ロバート・シェンカン、アンドリュー・ナイト - 『ハクソー・リッジ』                                             |
| 撮影賞 | 新人賞 |
| - リヌス・サンドグレン - 『ラ・ラ・ランド』 - ブラッドフォード・ヤング - 『メッセージ』 - ジャイルズ・ナットジェンズ - 『最後の追跡』 - グリーグ・フレイザー - 『LION/ライオン 〜25年目のただいま〜』 - シェイマス・マクガーヴェイ - 『ノクターナル・アニマルズ』                                                                         | - Babak Anvari、Emily Leo、Oliver Roskill、Lucan Toh - 『アンダー・ザ・シャドウ』 - Mike Carey、Camille Gatin - 『ディストピア パンドラの少女』 - George Amponsah、Dionne Walker - 『en:The Hard Stop』 - Peter Middleton、James Spinney、Jo-Jo Ellison - 『en:Notes on Blindness』 - John Donnelly、Ben A. Williams - 『The Pass』 |
| 英国作品賞 | ドキュメンタリー賞 |
| - 『わたしは、ダニエル・ブレイク』 - 『en:American Honey』 - 『否定と肯定』 - 『ファンタスティック・ビーストと魔法使いの旅』 - 『en:Notes on Blindness』 - 『アンダー・ザ・シャドウ』 | - 『13th -憲法修正第13条-』 - 『ザ・ビートルズ〜EIGHT DAYS A WEEK - The Touring Years』 - 『イーグルハンター 1000年の歴史を変えた｢鷹匠｣少女』 - 『en:Notes on Blindness』 - 『ウィーナー 懲りない男の選挙ウォーズ』 |
| 作曲賞 | 音響賞 |
| - ジャスティン・ハーウィッツ - 『ラ・ラ・ランド』 - ヨハン・ヨハンソン - 『メッセージ』 - en:Micachu - 『ジャッキー/ファーストレディ 最後の使命』 - ダスティン・オハロラン、ハウシュカ - 『LION/ライオン 〜25年目のただいま〜』 - アベル・コジェニオウスキ - 『ノクターナル・アニマルズ』                                                 | - 『メッセージ』 - 『バーニング・オーシャン』 - 『ファンタスティック・ビーストと魔法使いの旅』 - 『ハクソー・リッジ』 - 『ラ・ラ・ランド』 |
| プロダクションデザイン賞 | 特殊視覚効果賞 |
| - スチュアート・クレイグ、en:Anna Pinnock - 『ファンタスティック・ビーストと魔法使いの旅』 - Charles Wood、John Bush - 『ドクター・ストレンジ』 - ジェス・ゴンコール、en:Nancy Haigh - 『ヘイル、シーザー!』 - デヴィッド&サンディ・レイノルズ・ワスコ - 『ラ・ラ・ランド』 - Shane Valentino、Meg Everist - 『ノクターナル・アニマルズ』 | - 『ジャングル・ブック』 - 『メッセージ』 - 『ドクター・ストレンジ』 - 『ファンタスティック・ビーストと魔法使いの旅』 - 『ローグ・ワン/スター・ウォーズ・ストーリー』 |
| 衣裳デザイン賞 | メイクアップ&ヘア賞 |
| - en:Madeline Fontaine - 『ジャッキー/ファーストレディ 最後の使命』 - ジョアンナ・ジョンストン - 『マリアンヌ』 - コリーン・アトウッド - 『ファンタスティック・ビーストと魔法使いの旅』 - コンソラータ・ボイル - 『マダム・フローレンス! 夢見るふたり』 - メアリー・ゾフレス - 『ラ・ラ・ランド』                                         | - 『マダム・フローレンス! 夢見るふたり』 - 『ドクター・ストレンジ』 - 『ハクソー・リッジ』 - 『ノクターナル・アニマルズ』 - 『ローグ・ワン/スター・ウォーズ・ストーリー』 |
| 編集賞 | 非英語作品賞 |
| - 『ハクソー・リッジ』 - 『メッセージ』 - 『ラ・ラ・ランド』 - 『マンチェスター・バイ・ザ・シー』 - 『ノクターナル・アニマルズ』 | - 『サウルの息子』 - 『ディーパンの闘い』 - 『ジュリエッタ』 - 『裸足の季節』 - 『ありがとう、トニ・エルドマン』 |
| アニメ映画賞 | 短編アニメ賞 |
| - 『KUBO/クボ 二本の弦の秘密』 - 『ファインディング・ドリー』 - 『モアナと伝説の海』 - 『ズートピア』 | - 『A Love Story』 - 『The Alan Dimension』 - 『Tough』 |
| 短編実写賞 | EEライジング・スター賞 |
| - 『Home』 - 『Consumed』 - 『Mouth of Hell』 - 『The Party』 - 『Standby』 | - トム・ホランド - ライア・コスタ - ルーカス・ヘッジズ - ルース・ネッガ - アニャ・テイラー＝ジョイ |

## 複数の部門での候補及び受賞作品
複数の部門で候補に挙がった作品
- 11: 『ラ・ラ・ランド』
- 9: 『ノクターナル・アニマルズ』、『メッセージ』
- 6: 『マンチェスター・バイ・ザ・シー』
- 5: 『ハクソー・リッジ』、『ファンタスティック・ビーストと魔法使いの旅』、『LION/ライオン 〜25年目のただいま〜』、『わたしは、ダニエル・ブレイク』
- 4: 『マダム・フローレンス! 夢見るふたり』、『ムーンライト』
- 3: 『最後の追跡』、『ジャッキー/ファーストレディ 最後の使命』、『ドクター・ストレンジ』『en:Notes on Blindness』
- 2: 『ローグ・ワン/スター・ウォーズ・ストーリー』、『アンダー・ザ・シャドウ（英語版）』

複数の部門で受賞を果たした作品
- 5: 『ラ・ラ・ランド』
- 2: 『マンチェスター・バイ・ザ・シー』、『LION/ライオン 〜25年目のただいま〜』